# Sainte-Cécile (Nouveau-Brunswick)
Pour les articles homonymes, voir Sainte-Cécile.
Sainte-Cécile est un village de la Péninsule acadienne, dans le comté de Gloucester, au nord-est de la province canadienne du Nouveau-Brunswick. Le village a le statut de DSL sous le nom légal de Ste-Cécile en français et de Ste. Cecile en anglais. Dans le cadre de la réforme de la gouvernance locale du 1er janvier 2023, le DSL a été annexé à la ville d'Île-de-Lamèque.

## Toponyme
Le village est nommé ainsi en l'honneur de Cécile de Rome.

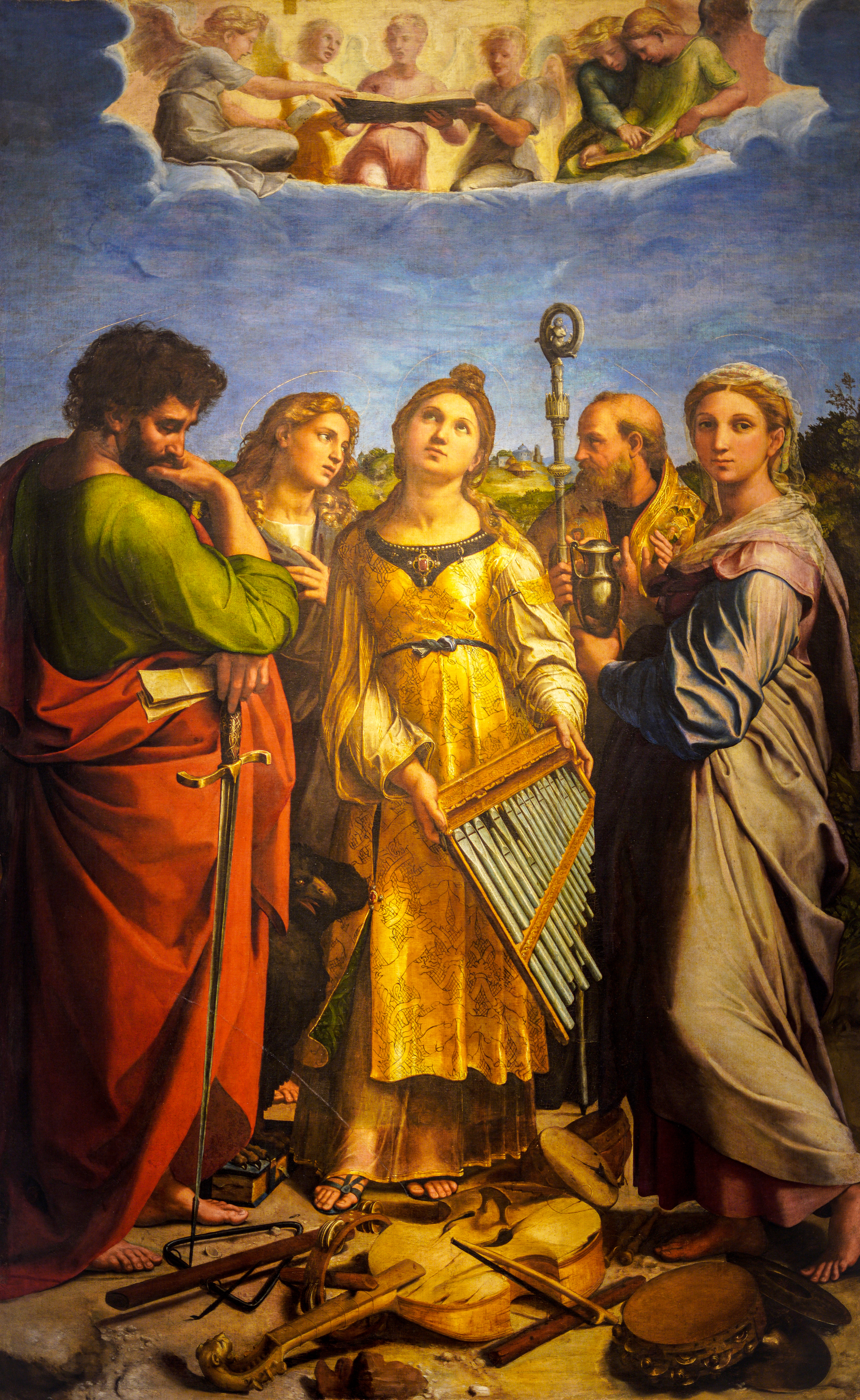
Cécile de Rome.

## Géographie

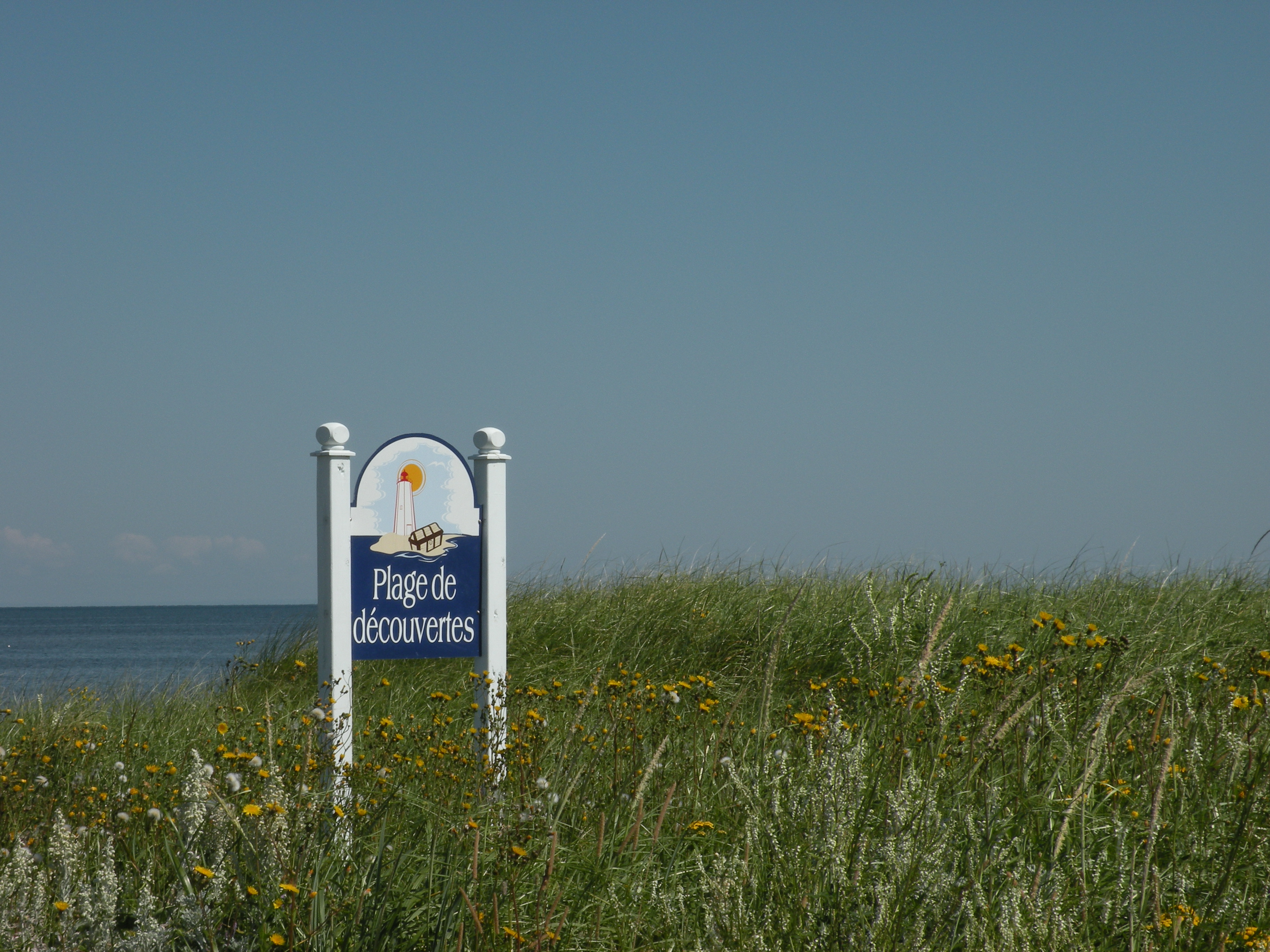
La plage des Découvertes et la baie des Chaleurs.

Le village est situé au nord de l'Île de Lamèque, au bord de la baie des Chaleurs. Il comprend trois hameaux: Sainte-Cécile, le plus au sud, Petite-Rivière-de-l'Île, au centre, et Petit-Shippagan, à l'est. Le terrain est très plat et compte plusieurs tourbières et marais. Il y a plusieurs barachois le long du littoral. Sainte-Cécile fait légalement partie de la paroisse civile de Shippagan.
Sainte-Cécile est généralement considérée comme faisant partie de l'Acadie.

### Géologie
Le sous-sol de Sainte-Cécile est composé principalement de roches sédimentaires du groupe de Pictou datant du Pennsylvanien (entre 300 et 311 millions d'années).

## Histoire

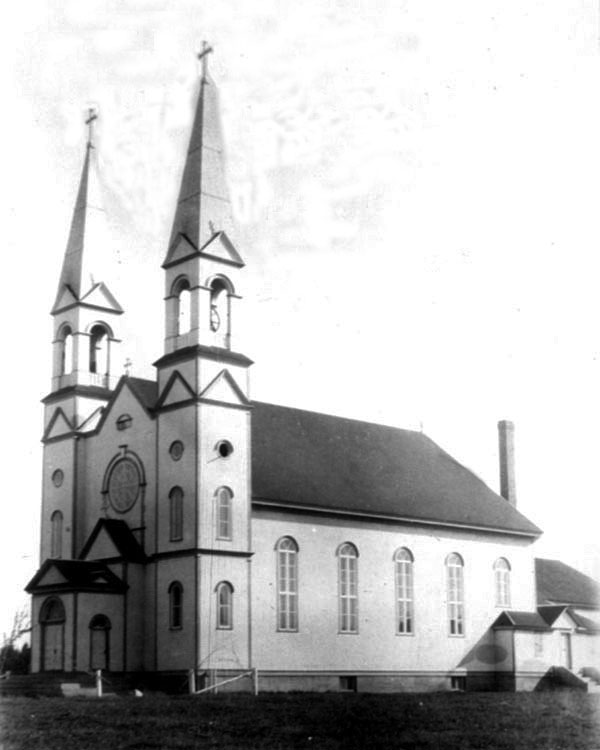
L'église Sainte-Cécile vers 1930.

Sainte-Cécile est situé dans le territoire historique des Micmacs, plus précisément dans le district de Sigenigteoag, qui comprend l'actuel côte Est du Nouveau-Brunswick, jusqu'à la baie de Fundy.
Selon ce que rapporte Donat Robichaud, la région est visitée par des pêcheurs Normands et Bretons dès la fin du XIIIe siècle. Les Bretons sont en fait bien établis avant 1536. Les Basques chassent la baleine en Europe à partir du XIIe siècle ou plus tôt mais, à la suite de l'effondrement de la population de ces cétacés, commencent à les chasser au sud du Labrador au XVIe siècle, en plus de pêcher la morue. Ces pêcheurs viennent surtout du Pays basque espagnol mais ceux du Pays basque français deviennent de plus en plus nombreux. Ils sont déjà bien installés vers 1540. Contrairement à une idée répandue, ils n'ont pas chassés la baleine de plus en plus loin jusqu'à atteindre l'Amérique mais s'y sont rendus directement. Vers 1632, les pêcheurs de morue basques se déplacent dans des endroits plus reculés, dont Caraquet, Paspébiac et Shippagan, notamment pour éviter les attaques des Inuits et des pirates anglais ou danois, mais aussi à cause de la baisse de la population de baleine et de l'ouverture de la pêche au Svalbard. La pêche basque dans la région dure sans encombre jusque vers la fin du XVIIe siècle.
L'école élémentaire de Petite-Rivière-de-l'Île est fermée en 1996. Sainte-Cécile est l'une des localités organisatrices du IVe Congrès mondial acadien, en 2009.

## Chronologie municipale
1786: La paroisse d'Alnwick est érigée dans le comté de Northumberland
.
1814: La paroisse de Saumarez est créée à partir de portions de la paroisse d'Alnwick et d'un territoire non organisé.
1826: Le comté de Gloucester est créé à partir des paroisses de Saumarez et de Beresford, du comté de Northumberland.
1831: La paroisse de Caraquet est créée à partir d'une portion de la paroisse de Saumarez.
1851: La paroisse de Shippagan est créée à partir d'une portion de la paroisse de Caraquet.
1851: La paroisse d'Inkerman est créée à partir de portions des paroisses de Caraquet et de Shippagan.
1867: Confédération canadienne.
Années 1870: Le comté de Gloucester est constitué en municipalité.
1947: Shippagan est constitué en municipalité dans le territoire de la paroisse.
1958: Le village de Shippagan obtient le statut de ville.
1966: La municipalité du comté de Gloucester est dissoute. La paroisse de Shippagan devient un District de services locaux. Des portions de la paroisse sont détachées pour former le village de Lamèque ainsi que les DSL de Le Goulet, de Sainte-Marie-sur-Mer et de Saint-Raphaël-sur-Mer.
1968: Le DSL de Pointe-Brûlée est créé à partir d'une portion de la paroisse de Shippagan.
1974: Le DSL de Pointe-Sauvage est créé à partir d'une portion de la paroisse de Shippagan.
1984: Les DSL de Baie-du-Petit-Pokemouche, Chemin-Coteau, de Chiasson-Savoy, de Cap-Bateau, de Haut-Lamèque, de Haut-Shippagan, de Miscou, de Petite-Lamèque, de Pointe-Alexandre, de Pointe-Canot, de Pigeon Hill, du Portage de Shippagan et de Sainte-Cécile sont créés à partir de portions de la paroisse de Shippagan.

## Démographie
(août 2016).
Le village comptait 739 habitants en 2006, comparativement à 883 en 2001, soit une baisse de 16,3 %. Il y avait 411 logements privés, dont 328 occupés par des résidents habituels. Le village a une superficie de 18,85 km2 et une densité de population de 39,2 habitants au kilomètre carré.

## Administration

### Comité consultatif
En tant que district de services locaux, Sainte-Cécile est administré directement par le Ministère des Gouvernements locaux du Nouveau-Brunswick, secondé par un comité consultatif élu composé de cinq membres dont un président.

### Commission de services régionaux
Sainte-Cécile fait partie de la Région 4, une commission de services régionaux (CSR) devant commencer officiellement ses activités le 1er janvier 2013. Contrairement aux municipalités, les DSL sont représentés au conseil par un nombre de représentants proportionnel à leur population et leur assiette fiscale. Ces représentants sont élus par les présidents des DSL mais sont nommés par le gouvernement s'il n'y a pas assez de présidents en fonction. Les services obligatoirement offerts par les CSR sont l'aménagement régional, l'aménagement local dans le cas des DSL, la gestion des déchets solides, la planification des mesures d'urgence ainsi que la collaboration en matière de services de police, la planification et le partage des coûts des infrastructures régionales de sport, de loisirs et de culture; d'autres services pourraient s'ajouter à cette liste.

### Représentation
Nouveau-Brunswick: Sainte-Cécile fait partie de la circonscription de Lamèque-Shippagan-Miscou, qui est représentée à l'Assemblée législative du Nouveau-Brunswick par Paul Robichaud, du Parti progressiste-conservateur. Il fut élu en 1999 puis réélu depuis ce temps.
 Canada: Sainte-Cécile fait partie de la circonscription fédérale d'Acadie-Bathurst. Cette circonscription est représentée à la Chambre des communes du Canada par Yvon Godin, du NPD. Il fut élu lors de l'élection de 1997 contre le député sortant Doug Young, en raison du mécontentement provoqué par une réforme du régime d’assurance-emploi.

## Économie
Entreprise Péninsule, un organisme basé à Tracadie-Sheila faisant partie du réseau Entreprise, a la responsabilité du développement économique de la région.
L'économie des îles de Lamèque et Miscou est dominée par la pêche, l'exploitation de la tourbe, la culture de petits fruits, le tourisme et les services. Des efforts de diversification économique sont pourtant en cours, notamment dans le secteur de l'énergie éolienne. En fait, le développement économique de la région est centré principalement sur la ville de Lamèque, même s'il y a quelques développements résidentiels au village.

## Infrastructures et services

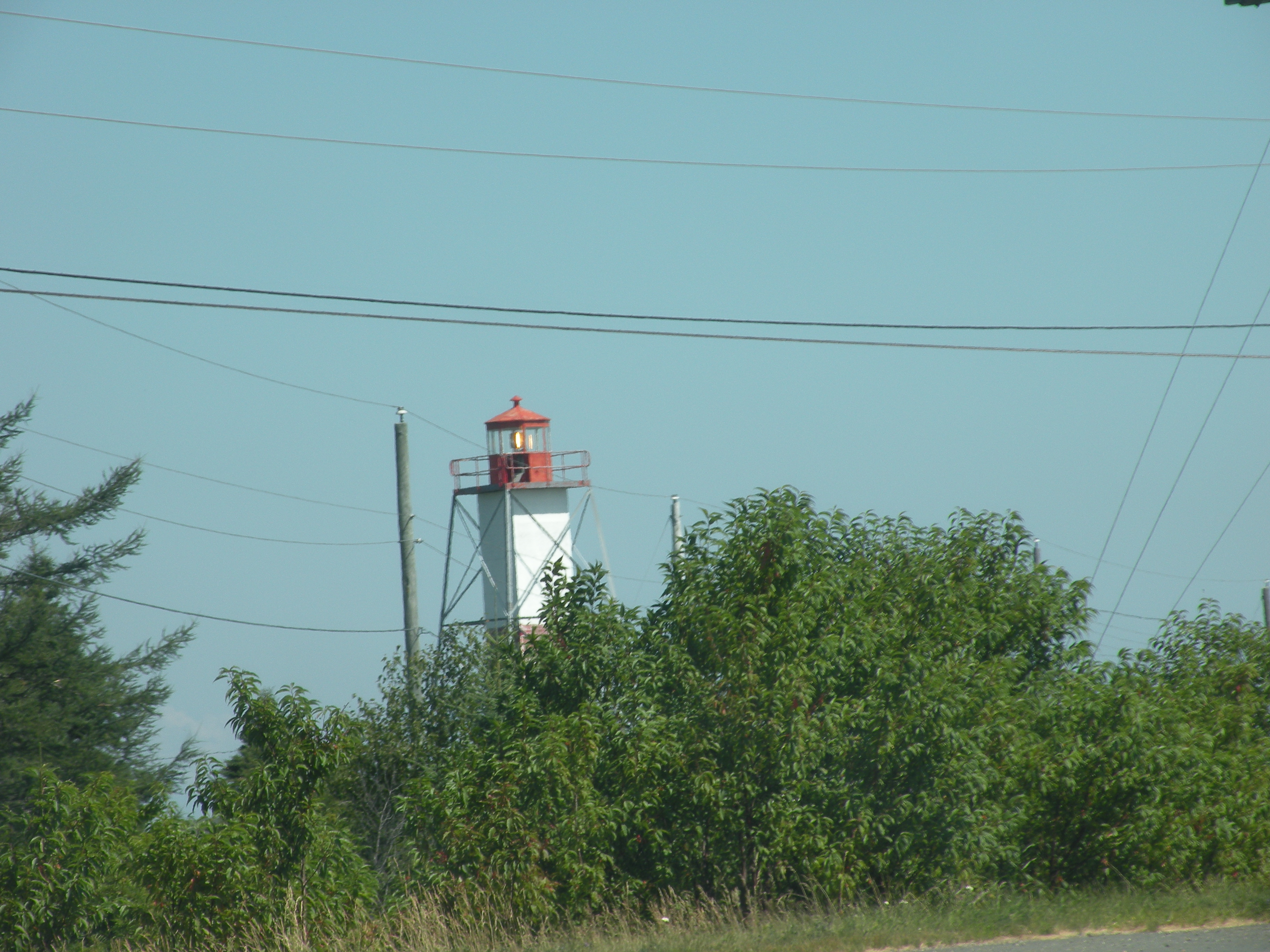
Le phare de Petit-Shippagan.

### Éducation
Les élèves francophones bénéficient d'écoles à Lamèque et à Shippagan. La ville de Shippagan possède également le CCNB-Péninsule acadienne et un campus de l'Université de Moncton.
Les anglophones bénéficient d'une école à Brantville accueillant les élèves de la maternelle à la huitième année. Ils doivent ensuite poursuivre leurs études à Miramichi. Les établissements d'enseignement supérieurs anglophones les plus proches sont à Fredericton ou Miramichi.
Il y a une bibliothèque publique à Lamèque.

### Autres services publics
Sainte-Cécile est desservi par les routes 113 et 313. La route 113 emprunte le pont de Miscou, qui relie l'île de Miscou au hameau de Petit-Shippagan. Le village comporte également deux ports, utilisés principalement pour la pêche. L'un se trouve à Petite-Rivière-de-l'Île et l'autre à Petit-Shippagan, au pied du pont. Il y a un bureau de poste à Petite-Rivière-de-l'Île. Le détachement de la Gendarmerie royale du Canada le plus proche est situé à Lamèque. Le poste d'Ambulance Nouveau-Brunswick et l'hôpital les plus proches sont aussi à Lamèque.
Existant depuis le 20 juillet 1995, la Commission de gestion des déchets solides de la Péninsule acadienne (COGEDES) a son siège-social à Caraquet. Les déchets sont transférés au centre de transbordement de Tracadie-Sheila et les matières non-recyclables sont ensuite enfouies à Allardville.
Les francophones bénéficient du quotidien L'Acadie nouvelle, publié à Caraquet, ainsi que de l'hebdomadaire L'Étoile, de Dieppe. Les anglophones bénéficient quant à eux du quotidien Telegraph-Journal, publié à Saint-Jean.

## Culture et patrimoine

### Personnalités
- Marie-Marthe-Aldéa Landry, avocate et femme politique, née à Sainte-Cécile en 1945.

### Architecture et monuments
L'église Sainte-Cécile, probablement l'édifice le plus reconnu de la région, s'élève dans le hameau de Petit-Rivière-de-l'Île; la paroisse est incluse dans le diocèse de Bathurst. Le festival international de musique baroque de Lamèque s'y déroule à chaque année.

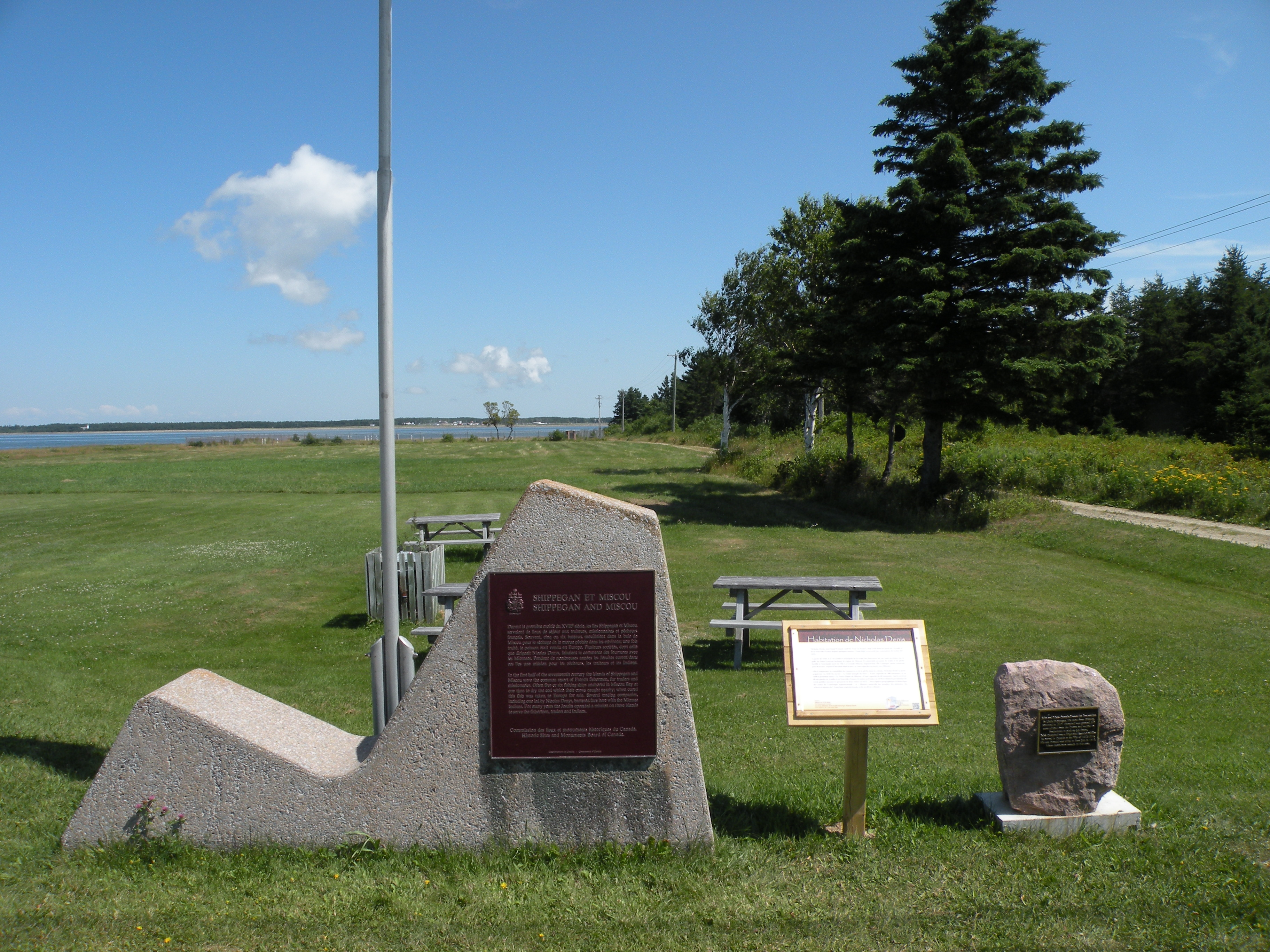
Le lieu historique national Fort et habitation de Denys.
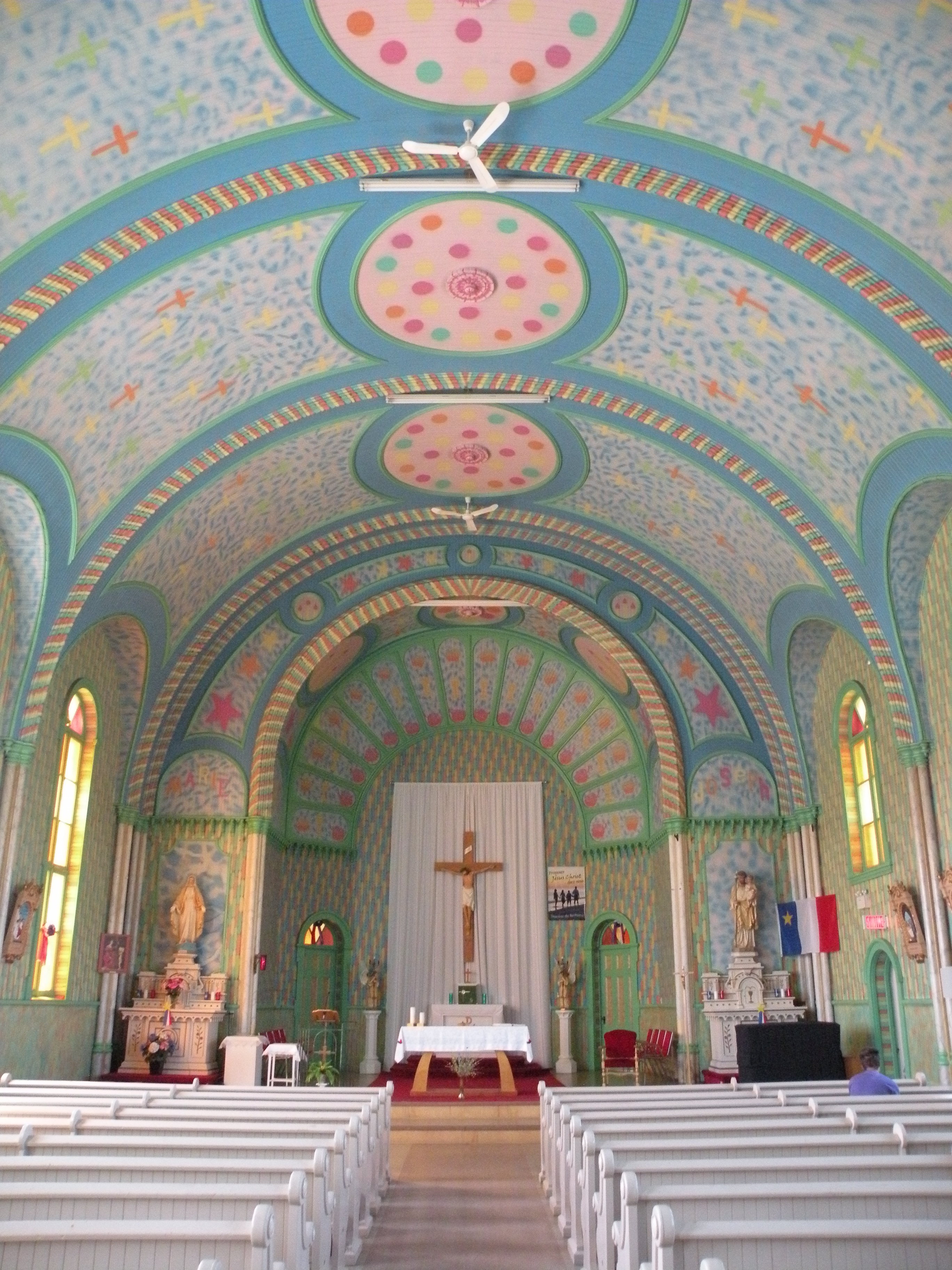
L'église Sainte-Cécile.
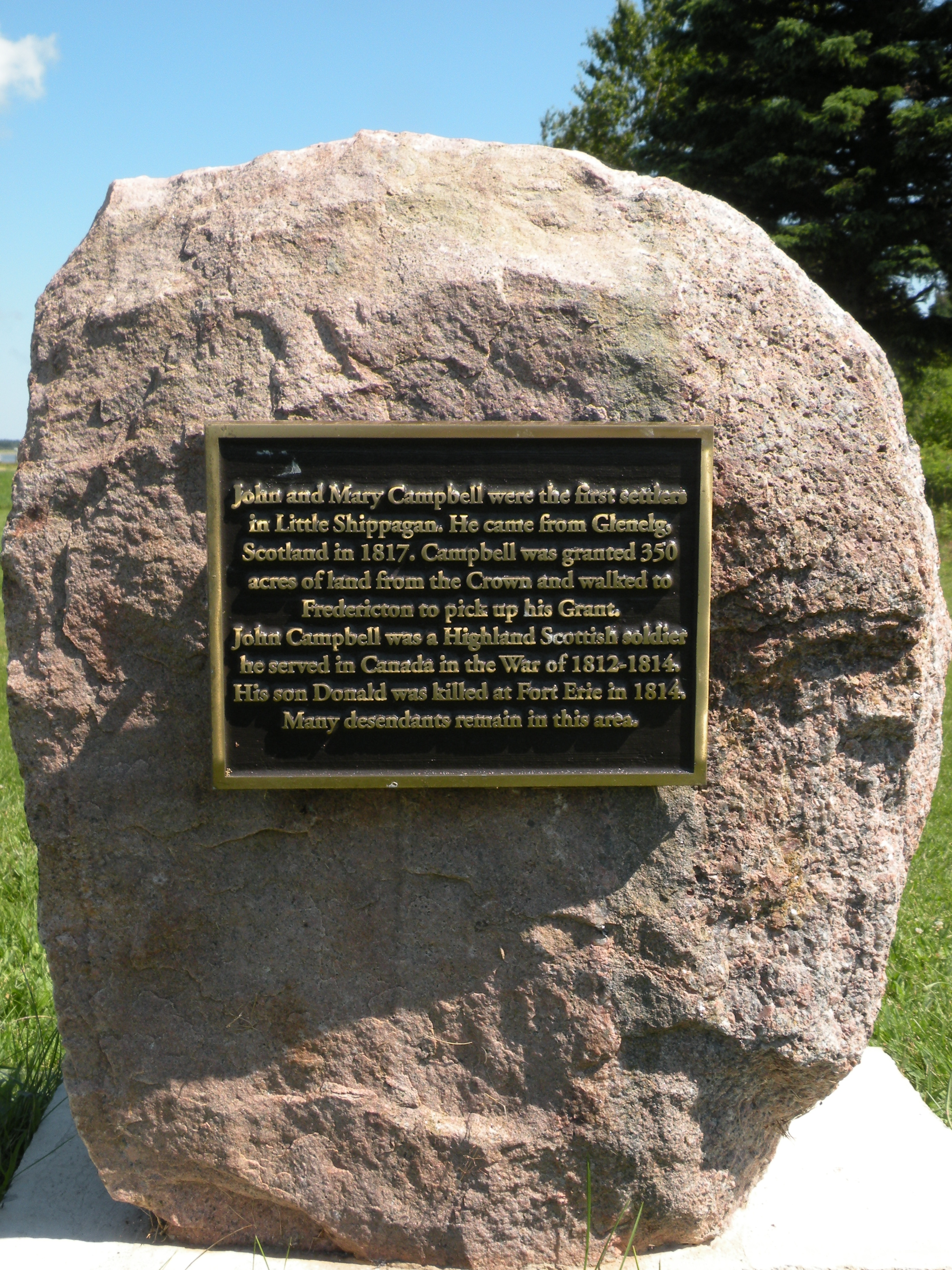
Monument à John et Mary Campbell.

### Sainte-Cécile dans la culture
Sainte-Cécile est mentionnée dans le recueil de poésie La terre tressée, de Claude Le Bouthillier.